# Groussgaass
Die Groussgaass (luxemburgisch; dt.: Großgasse bzw. Große Straße, frz.: Grand-rue) ist die Hauptgeschäftsstraße und „gute Stube“ der Stadt Luxemburg.
Sie entstand als Teil einer Römerstraße, die von Arlon nach Trier führte.
Der größte Teil der Straße in der Luxemburger Oberstadt ist heute Teil der Fußgängerzone.
Die Fortsetzung nach Westen sind die Avenue Emile Reuter und die Route d'Arlon, die wichtigste Ausfallstraße in westliche Richtung.
Der hinter der zweiten historischen Ringmauer gelegene Teil der Straße in der Nähe des Roude Pëtz wurde auch Achtgasse oder Auf der Acht genannt.
Unter deutscher Besatzung (1940–1944) konnte die Straße nur noch „Großgasse“ genannt werden. Ein anderer Teil zwischen Neutorgasse (Avenue de la porte Neuve) und dem Boulevard Royal war früher Teil der Arsenalstraße. Ein Zeit lang war Judengasse in Erinnerung an den dort gelegenen jüdischen Friedhof auch ein verwendeter Straßenname.
Seit dem 4. August 1979 ist die Straße für Kfz-Verkehr gesperrt und – zusammen mit in der Nähe gelegenen Straßen (Lantergässel, Teile der Poststraße und der Avenue Monterey, Kapuzinerstraße, Teile der Neutorgasse usw.) – erfolgte Stück für Stück der Umbau in eine Fußgängerzone.

## Monumente in der Großgasse
Verschiedene Gebäude in der Großgasse stehen auf der Liste klassierter Monumente:
| Haus- nr. | Beschreibung                                                 | klassiert seit    | Bild |
| --------- | ------------------------------------------------------------ | ----------------- | ---- |
| 3         | runde Türmchen im Hannerhaff                                 | 28. Juli 1989     |      |
| 3         | eckiger Turm an der hintersten Fassade                       | 28. Juli 1989     |      |
| 2, 4, 6   | Ensemble, Teil vom Komplex 'Am Dierfchen'                    | 5. Mai 1978       |      |
| 2         | Deel vum Komplex 'Am Dierfchen'                              | 5. Mai 1978       |      |
| 4         | Teil des Komplexes 'Am Dierfchen'                            | 5. Mai 1978       |      |
| 6         | Teil des Komplexes 'Am Dierfchen'                            | 5. Mai 1978       |      |
| 8         | frühere Mohrenapotheke: Eingangsbereich mit Keramik-Paneelen | 8. Mai 2009       |      |
| 9–11      | gesamtes Gebäude                                             | 29. November 2012 |      |
| 13–17     | gesamtes Gebäude                                             | 29. November 2012 |      |
| 19        | gesamtes Gebäude                                             | 5. Mai 1978       |      |
| 23        | gesamtes Gebäude                                             | 5. Mai 1978       |      |